# Rhododendron sciaphilum
Rhododendron sciaphilum är en ljungväxtart som beskrevs av I. B. Balf och F. K. Ward. Rhododendron sciaphilum ingår i släktet rododendron, och familjen ljungväxter. Inga underarter finns listade i Catalogue of Life.